# Pays de Belvès
Pays de Belvès (okzitanisch: País de Belvés) ist eine französische Gemeinde mit 1.310 Einwohnern (Stand: 1. Januar 2022) im Département Dordogne in der Region Nouvelle-Aquitaine (vor 2016 Aquitaine). Sie gehört zum Arrondissement Sarlat-la-Canéda und zum Kanton Vallée Dordogne.
Zum 1. Januar 2016 wurde Pays de Belvès als Commune nouvelle aus den bis dahin eigenständigen Kommunen Belvès und Saint-Amand-de-Belvès gebildet. Der Verwaltungssitz befindet sich in Belvès.

## Geografie
Pays de Belvès liegt etwa 40 Kilometer ostsüdöstlich von Bergerac.
Nachbargemeinden sind Monplaisant und Sagelat im Norden, Carves im Nordosten, Grives im Osten, Doissat im Osten und Südosten, Sainte-Foy-de-Belvès im Süden und Südosten, Larzac und Salles-de-Belvès im Süden, Capdrot im Süden und Südwesten, Saint-Marcory im Südwesten, Saint-Avit-Rivière im Westen  sowie Saint-Pardoux-et-Vielvic im Westen und Nordwesten.

## Gliederung
| Ortsteil                 | ehemaliger INSEE-Code | Fläche (km²) | Einwohnerzahl zum 1. Januar 2022 |
| ------------------------ | --------------------- | ------------ | -------------------------------- |
| Belvès (Verwaltungssitz) | 24035                 | 23,66        | 1.204                            |
| Saint-Amand-de-Belvès    | 24363                 | 07,06        | .0106                            |

## Sehenswürdigkeiten

### Belvès
- zahlreiche Höhlenwohnungen
- Die Kirche Notre-Dame-de-l’Assomption ist ein einschiffiger Bau des 15./16. Jahrhunderts mit Seitenkapellen, der ältere Kirchen des 9. und des 13. Jahrhunderts ersetzt hat. Er wurde im Jahr 2000 als Monument historique anerkannt.[2]
- Die architektonischen Überreste des Château de Belvès stammen im Wesentlichen aus dem 15. und 16. Jahrhundert.
- Die Überreste des Hôtel Bontemps, ein Stadtpalais der Erzbischöfe von Bordeaux aus dem 16. Jahrhundert, wurden bereits im Jahr 1948 als Monument historique anerkannt.[3]
- Die auf hölzernen Stützen stehende Markthalle (halle) war jahrhundertelang das wirtschaftliche und – neben der Kirche – auch das gesellschaftliche Zentrum der Stadt.
- Der Beffroi mit Rathaus
- Reste eines mittelalterlichen Hospitals sind ebenfalls erhalten.

### Saint-Amand-de-Belvès
- Kirche Saint-Amand

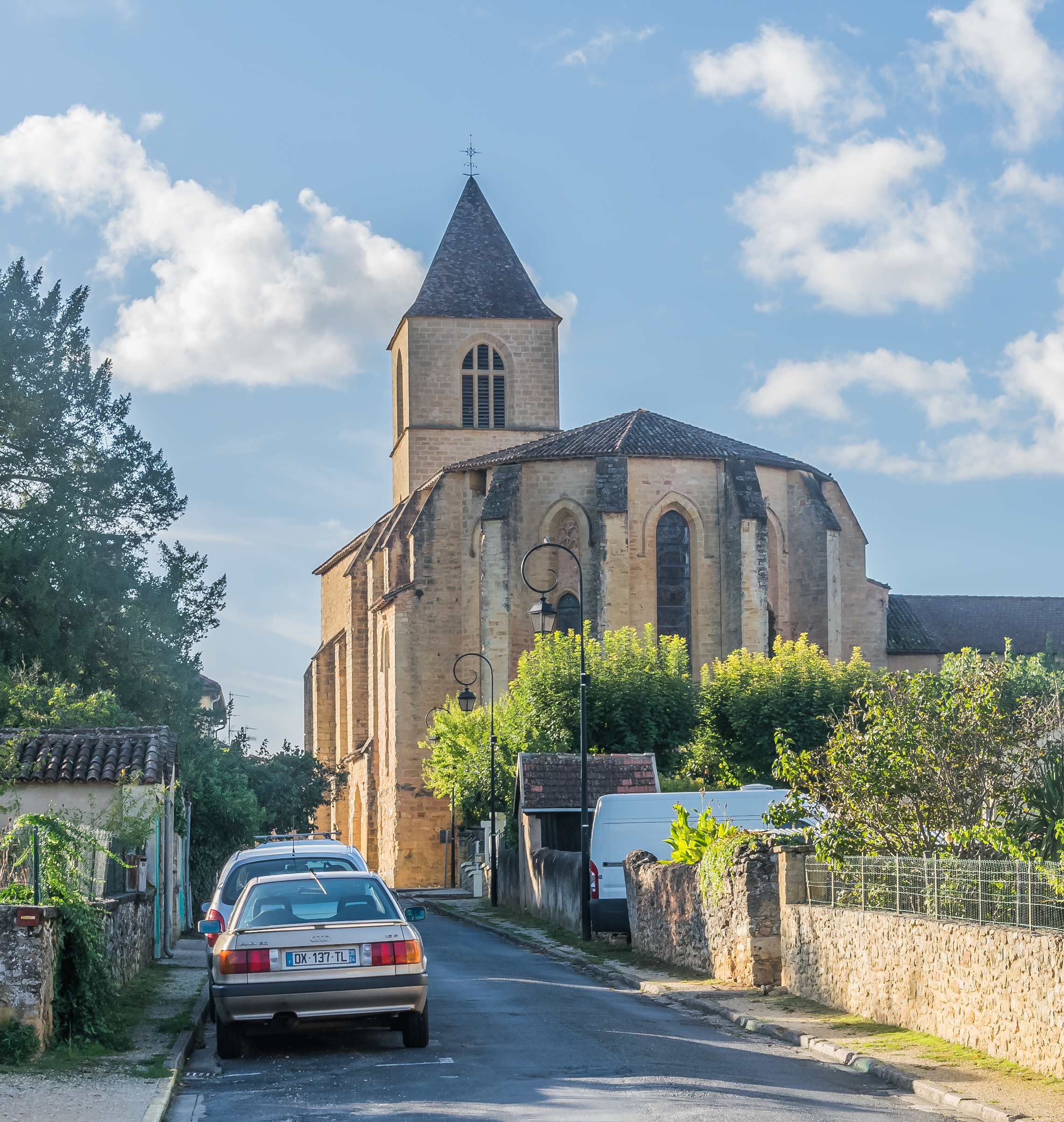
Kirche Notre-Dame-de-l'Assomption in Belvès
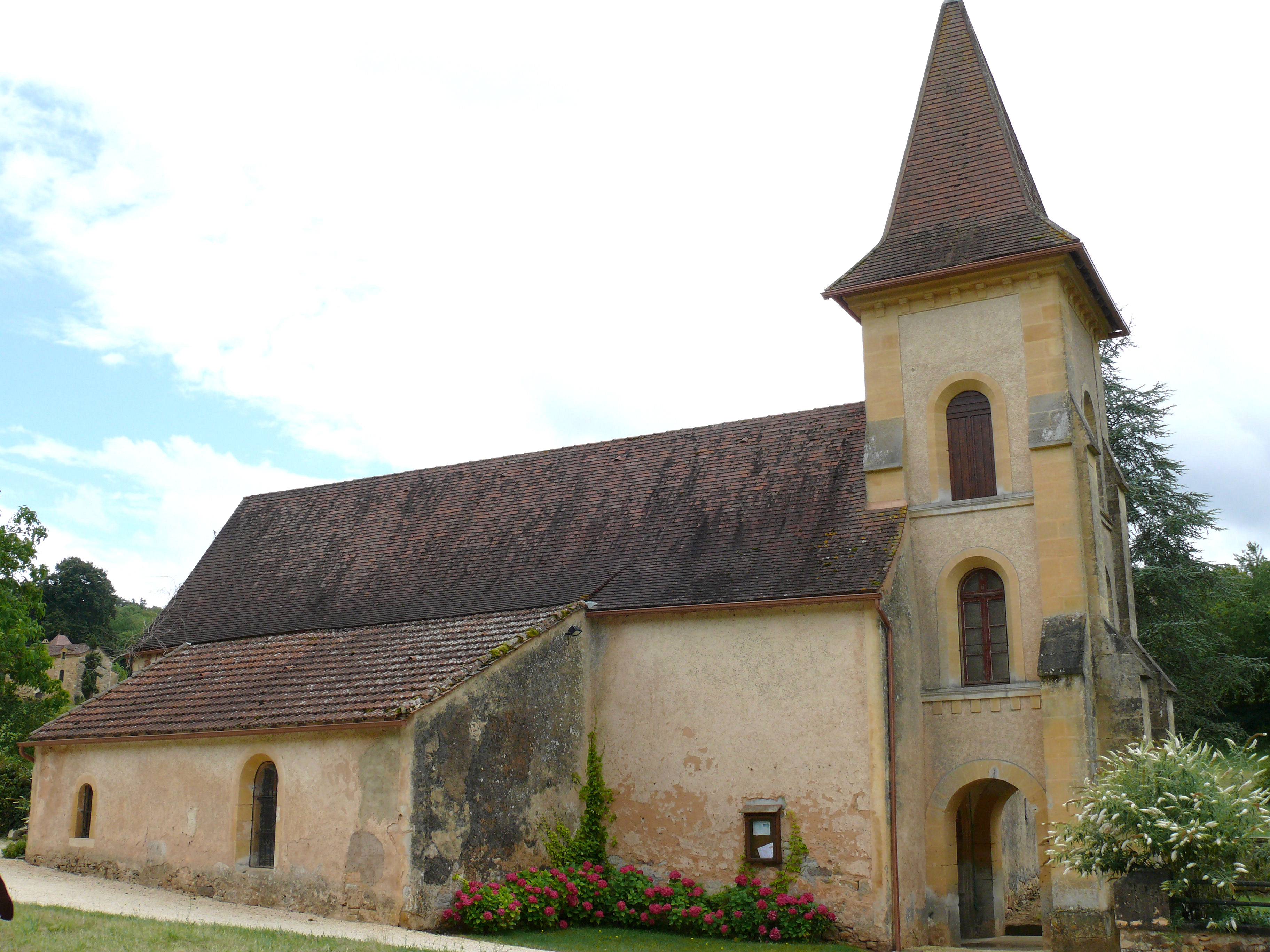
Kirche Saint-Amand
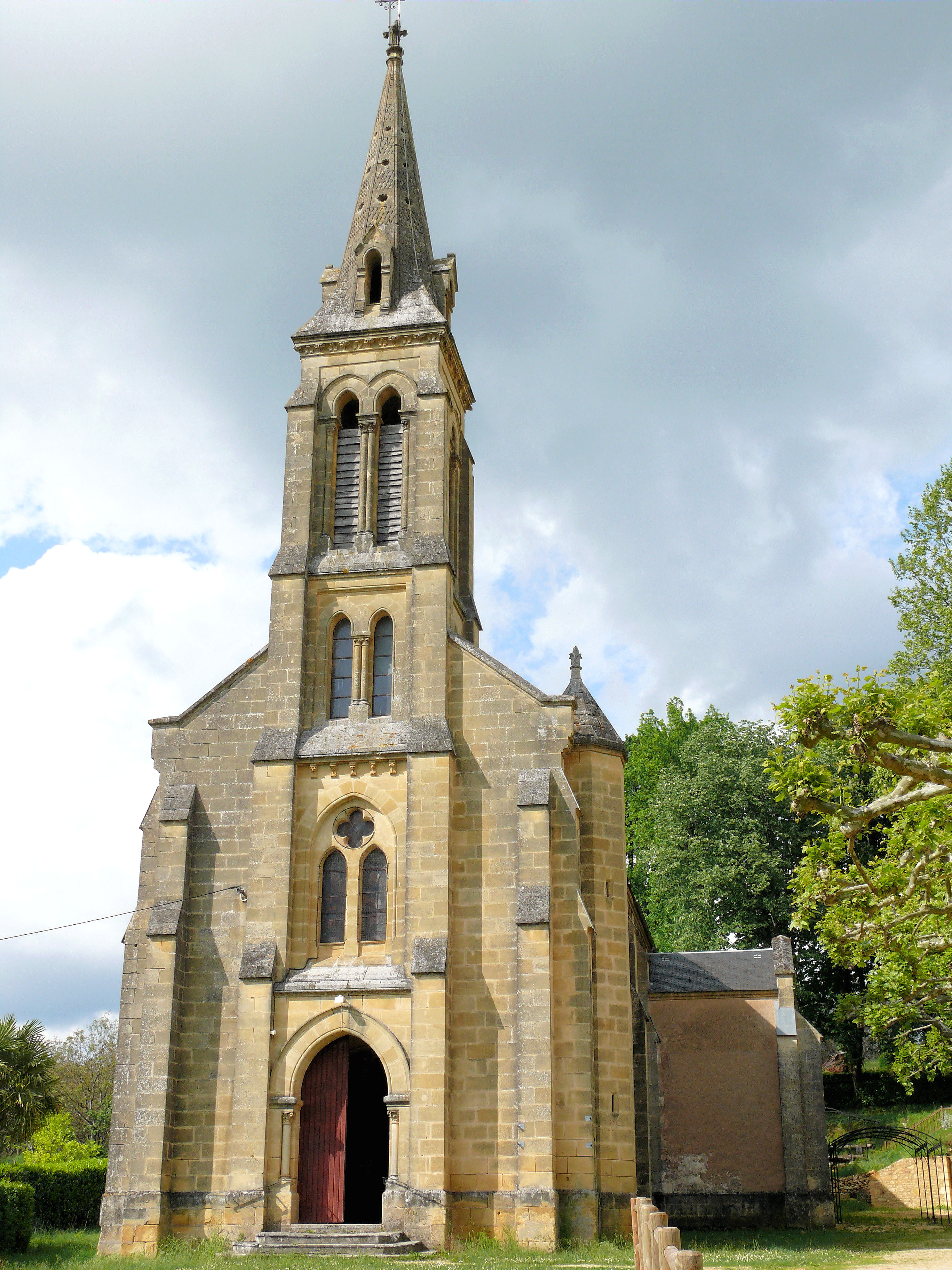
Kapelle Notre-Dame von Capelou
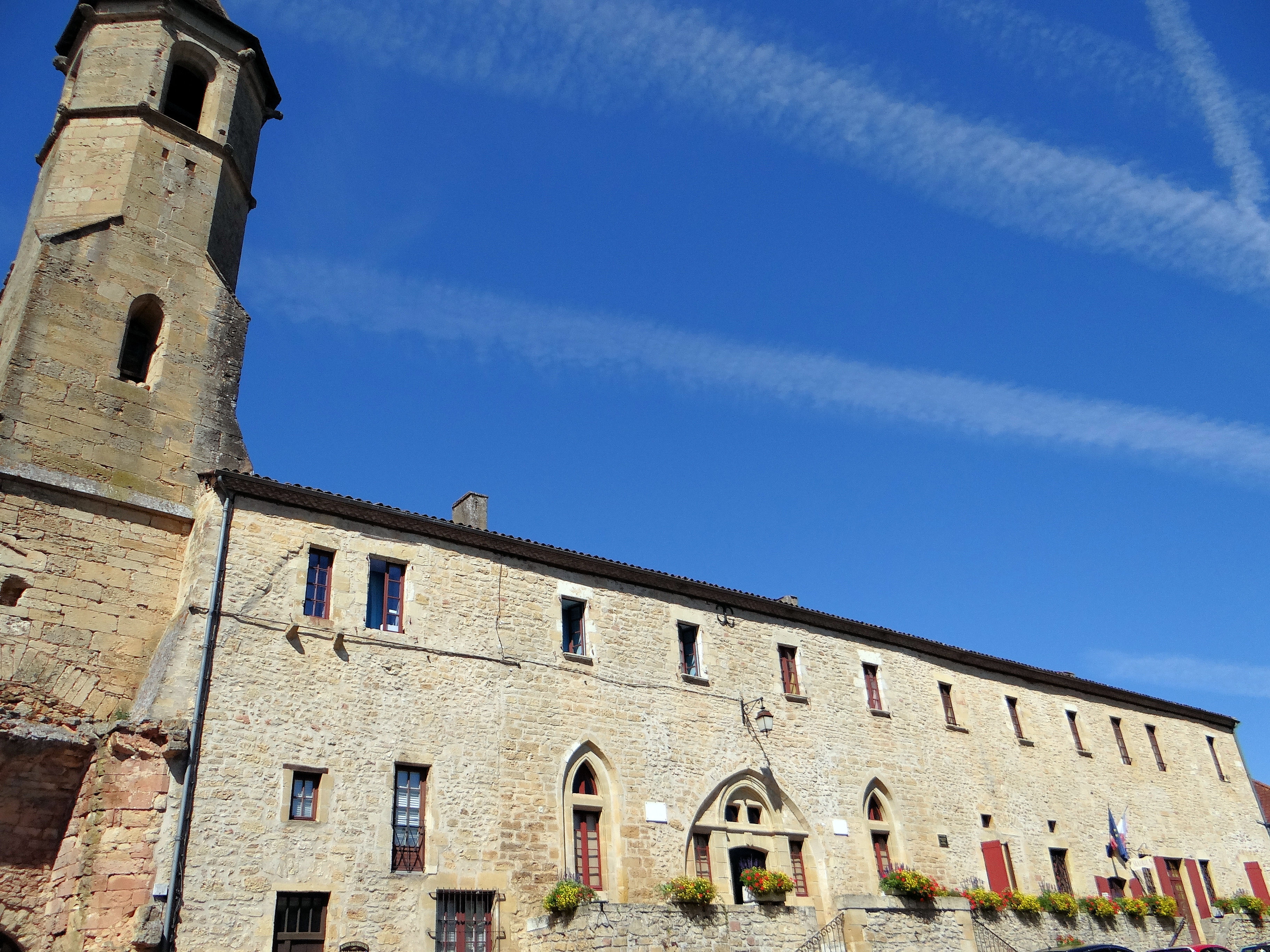
Beffroi mit Rathaus
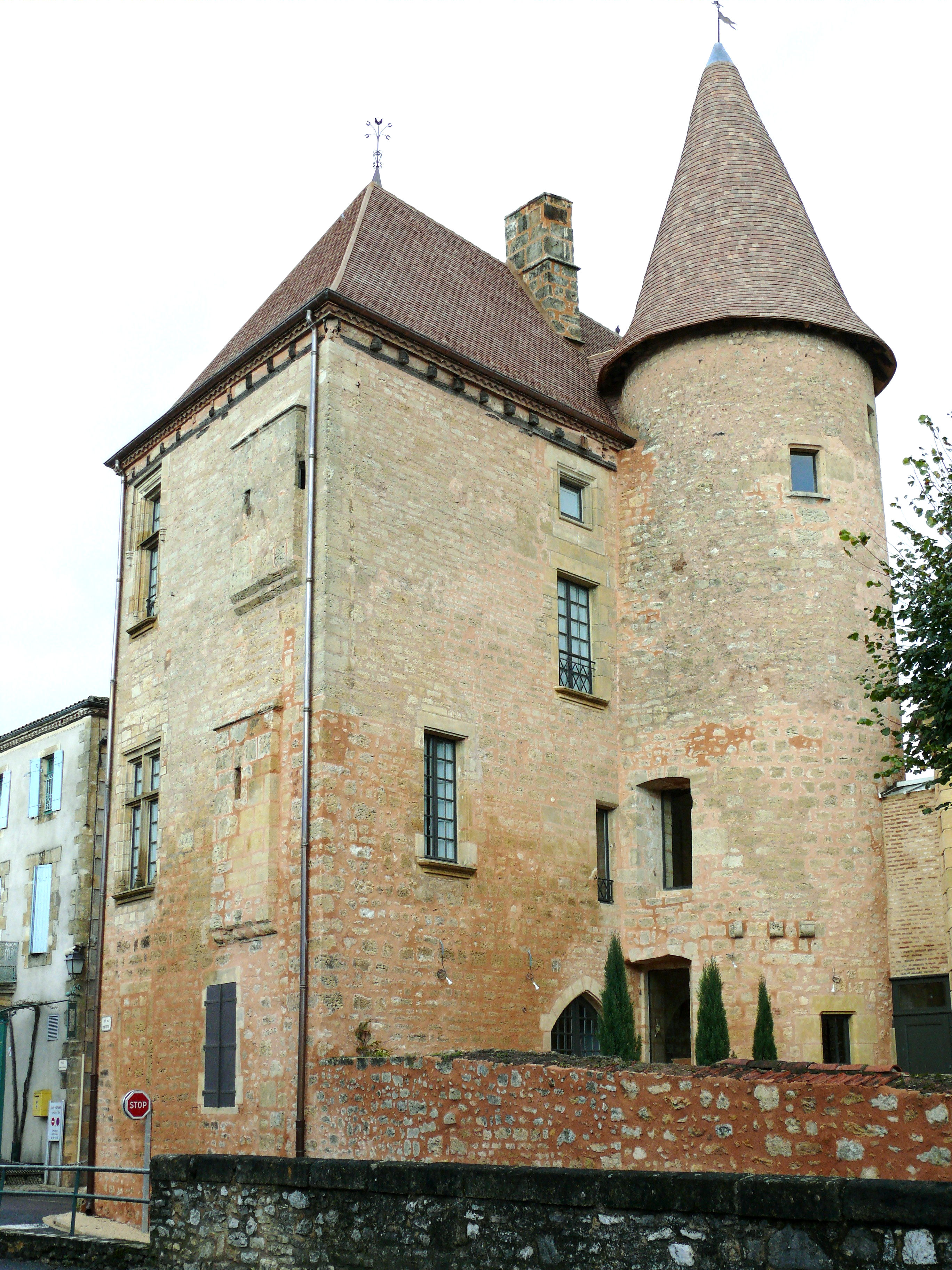
Schloss Belvès
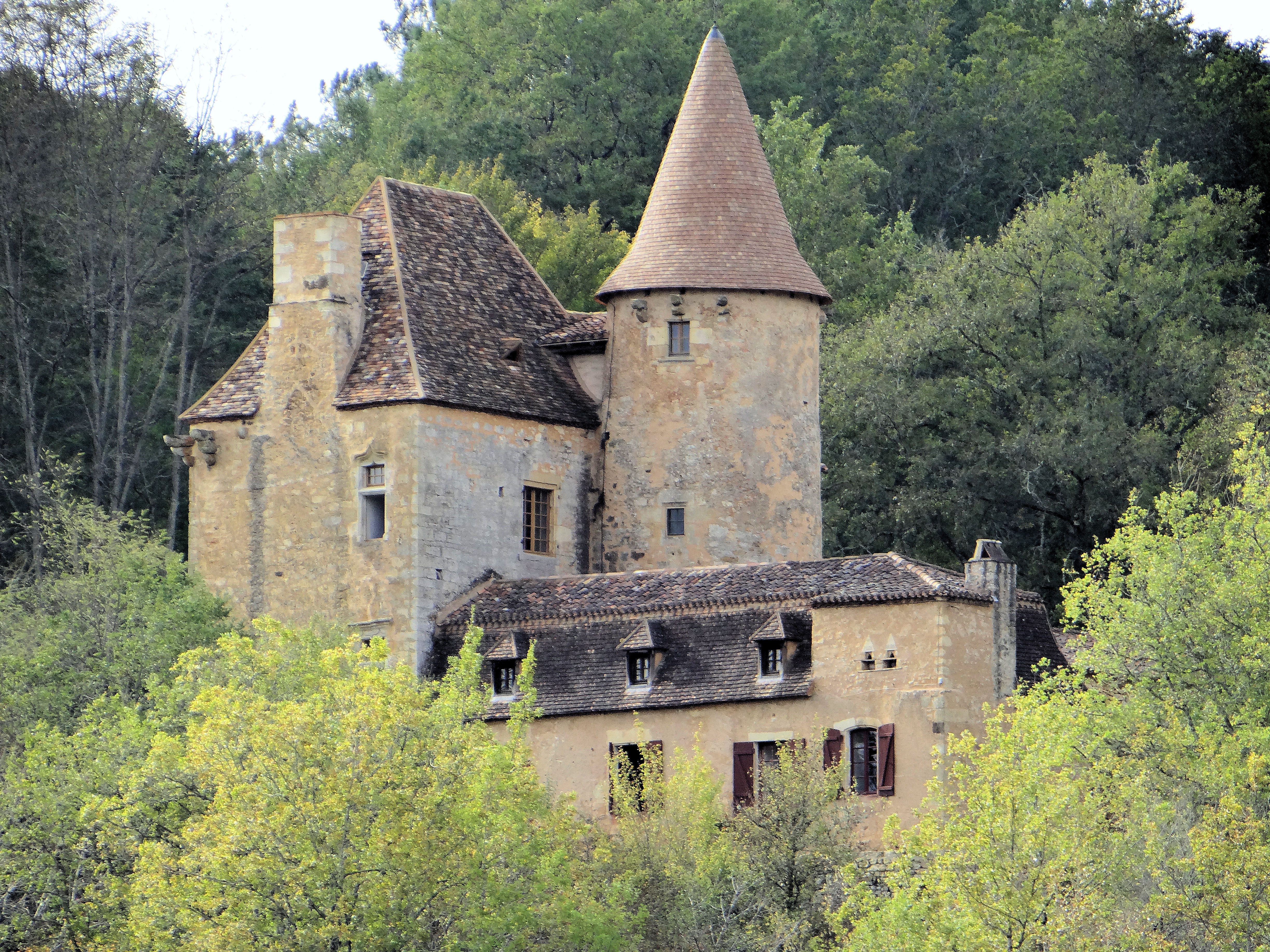
Herrenhaus von Pech Goudou
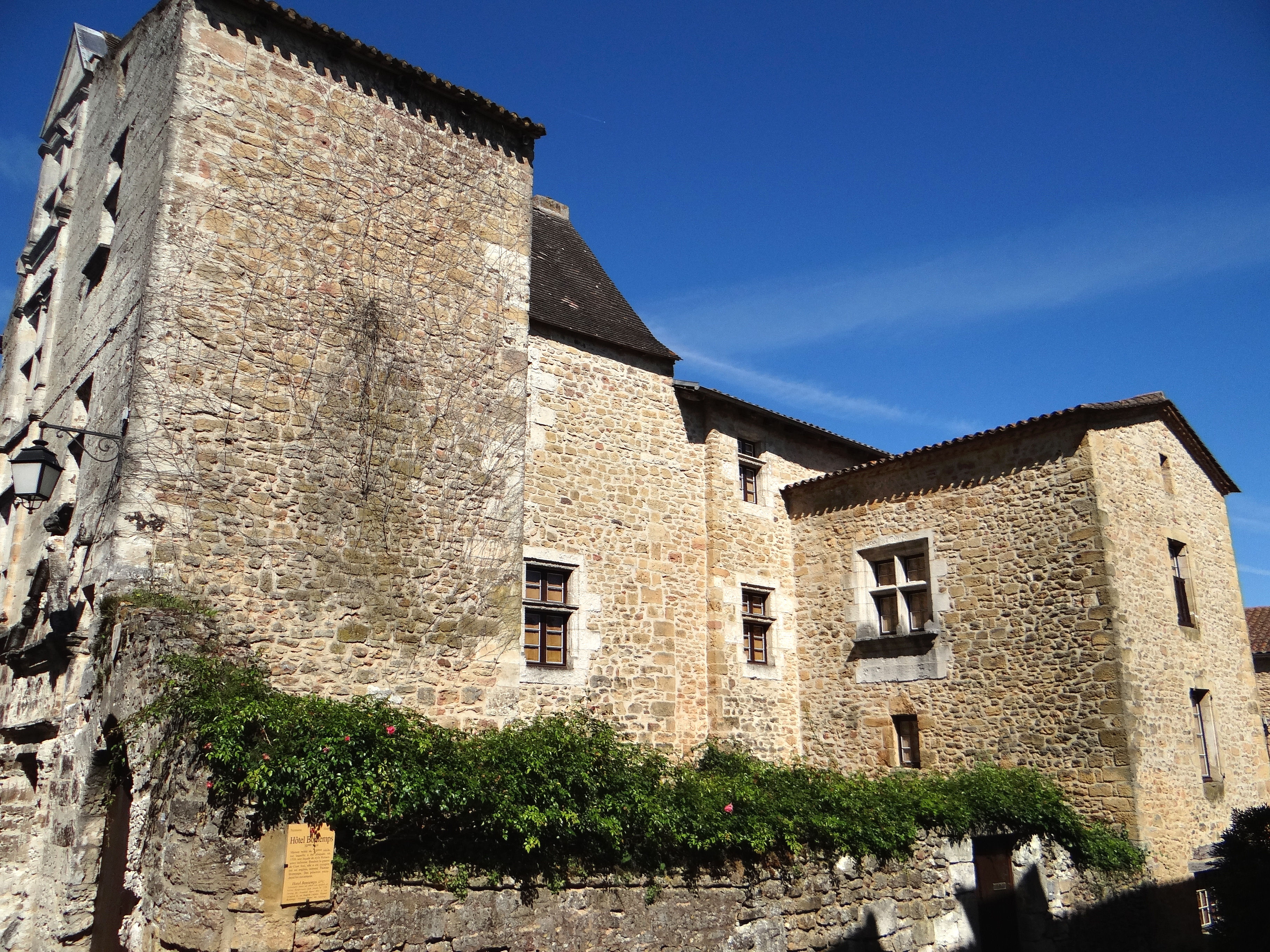
Hôtel Bontemps
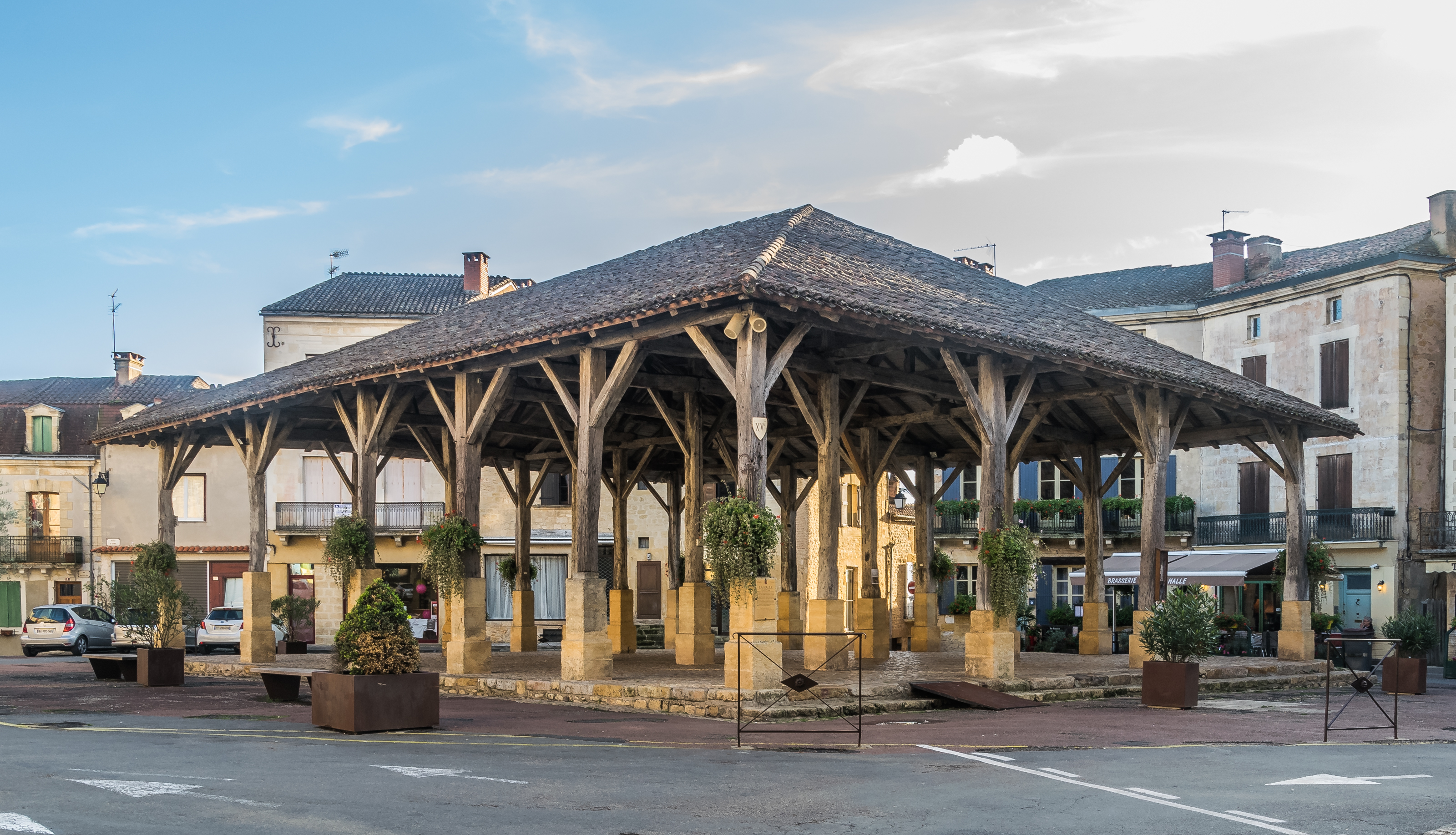
Markthalle